# Халифакс (Северна Каролина)
Халифакс (енгл. Halifax) град је у америчкој савезној држави Северна Каролина.

## Демографија
По попису из 2010. године број становника је 234, што је 110 (-32,0%) становника мање него 2000. године.
| Група             | 2000.       | 2010.       |
| Белци             | 218 (63,4%) | 156 (66,7%) |
| Афроамериканци    | 121 (35,2%) | 75 (32,1%)  |
| Азијати           | 0 (0,0%)    | 0 (0,0%)    |
| Хиспаноамериканци | 2 (0,6%)    | 1 (0,4%)    |
| Укупно            | 344         | 234         |